# Nggela
Die Nggela-Inseln, früher oft als Florida Islands bezeichnet, sind eine Inselgruppe in der Zentral-Provinz der Salomonen. Die Inselgruppe hat eine Fläche von 368 km². Der höchste Punkt ist 400 m hoch. 1977 wurden 7044 Einwohner auf der Inselgruppe gezählt. Heute wird die Bevölkerung der gesamten Provinz mit rund 26.000 angegeben, wovon kleinere Teile auch auf Savo und den Russell-Inseln lebt.

## Inseln
Zur Nggela-Gruppe gehören unter anderem die folgenden Inseln:
- Nggela Sule (Groß-Nggela)
- Nggela Pile (Klein-Nggela)
- Tulagi
- Gavutu
- Tanambogo
- Mboko ni Mbeti

Nggela Sule (im Westen) und Nggela Pile (im Osten) sind nur durch die schmale Meerenge Mboli Passage (früher Utuha Passage) voneinander getrennt, die über eine Länge von mehr als fünf Kilometern Breiten von 140 bis 300 Metern aufweist und die ihrem schmalsten Bereich wie ein Fluss wirkt.